# لاکدو فلامبیو (سی دی پی)، ویسکانسین
لاکدو فلامبیو (به انگلیسی: Lac du Flambeau) یک منطقهٔ مسکونی در ایالات متحده آمریکا است که در لاکدو فلامبیو واقع شده‌است. لاکدو فلامبیو ۲۰٫۰ کیلومتر مربع مساحت و ۱٬۹۶۹ نفر جمعیت دارد.